# Quận Jefferson, Pennsylvania
Quận Jefferson là một quận trong tiểu bang Pennsylvania, Hoa Kỳ. Quận lỵ đóng ở Brookville.. Theo điều tra dân số năm 2000 của Cục điều tra dân số Hoa Kỳ, quận có dân số 45.200 người.
Quận được lập ngày 26/3/1804, từ một phần của quận Lycoming và đã được tổ chức lại năm 1830. Quận được đặt tên theo tổng thống Thomas Jefferson. Ở đây có Punxsutawney Phil, Macmot châu Mỹ dự báo mùa xuân.

## Địa lý
Theo Cục điều tra dân số Hoa Kỳ, quận có diện tích 1702 kilômét vuông, trong đó có 11 km2 là diện tích mặt nước.